# 宮懋言
宫懋言（1673年—1732年），字书升，号淡庵，江南泰州（今江蘇）人，祖籍直隸靜海（今天津市靜海區）。清朝政治人物，進士出身。

## 生平
康熙三十五年（1696年）丙子科江南举人，康熙四十二年（1703年）癸未科二甲第十一名进士。授山西临汾县知县，曾修《臨汾縣志》。歷任通判，升袁州府知府。

## 著作
著有《柱笏楼诗》。

## 軼事
祖父宫偉鏐於崇禎十六年（1643年）中癸未科第十八名會魁，而宮懋言本人亦於康熙四十二年（1703年）中癸未科第十八名會魁，且都是以詩經四房中式，會試時分房閱卷的同考官也剛好都姓李，起初，宮懋言北上入京參與會試，夢見祖父宮偉鏐贈與其一雙鞋，醒來後便高興的說：“此繩其祖武之兆也”，後果真考中，就誠如先前所言的那樣。